# Gyruss
Gyruss ist ein Shoot-’em-up-Arcade-Spiel, das von dem japanischen Spielehersteller Konami entwickelt und 1983 veröffentlicht wurde. In den USA wurde das Spiel von der Firma Centuri vertrieben. Das Spiel hat Ähnlichkeiten mit Tempest und Galaga. Das Spiel braucht drei verschiedene Mikroprozessoren: zwei Z80-Mikroprozessor und ein 6809 und zusätzlich ein Intel-8039-Mikrocontroller. Für den Sound wurden fünf AY-3-8910-PSG-Sound-Chips und ein DAC verwendet.

## Spielbeschreibung
Der Spielablauf ist vergleichbar mit dem von Galaga. Der Spieler steuert ein Raumschiff und versucht Formationen von verschiedenen gegnerischen Raumschiffen abzuschießen. Anders als im Spiel Space Invaders lösen sich auch einzelne Gegner aus dieser Formation und nähern sich dem Raumschiff des Spielers.
Die Darstellung ähnelt der des Spiels Tempest. Ein einfacher 3D-Effekt wird erzielt, indem das Spiel mithilfe eines gedachten Zylinders dargestellt wird. Der Blick des Spielers ist in diesen Zylinder gerichtet. Das Raumschiff kann sich rund um die äußerste Linie der Grundfläche bewegen. Ein weiteres Spiel, das mit einem ähnlichen Effekt arbeitet, ist BlockOut als 3D-Umsetzung von Tetris.
Unüblich für Spiele mit 3D-Effekt dieser Zeit, wird Gyruss nicht mehr mit einer Vektor- (vgl. Tempest), sondern mit Rastergrafik dargestellt.
Das Spiel besteht aus 24 Levels, von denen sechs eine Bonusrunde darstellen. Jeweils vier Level beschreiben eine Reise zu den Planeten Neptun, Uranus, Saturn, Jupiter, Mars und der Erde. Interessanterweise stellt das eigentlich erste Level, der erste Teilflug zum Neptun, das letzte Level im Spiel dar. So erhält das Spiel im Gegensatz zu anderen Endlosspielen, einen vom Spieler wahrnehmbaren Bezug zur Wiederholung des gesamten Spiels.
Für den Soundtrack wurde eine Synthesizerversion der Toccata und Fuge d-Moll BWV 565 gewählt. Diese basiert auf einer Coverversion und Hitsingle der Band Sky, die 1980 veröffentlicht wurde. Ebenfalls unüblich für Arcade-Spiele der frühen 80er-Jahre ist das Abspielen der Musik in Stereo.

## Portierungen
Das Spiel wurde 1984 für Atari 800, Atari 2600, Atari 5200, C64 und ColecoVision veröffentlicht. 1988 folgte eine leicht veränderte Version für NES. Zudem ist Gyruss in verschiedenen Spielesammlungen von älteren Arcade-Spielen enthalten: Beispiele stellen Konami Arcade Classics für PlayStation und Konami Collector's Series: Arcade Advanced für Game Boy Advance dar. Seit dem 18. April 2007 steht das Spiel zudem als Arcade-Titel für die Xbox 360 auf dem Xbox-Live-Marktplatz für 400 Points zur Verfügung.